# ザ・ローリング・ウエスタン
『ザ・ローリング・ウエスタン』（英題：Dillon's Rolling Western）は、任天堂より2012年2月22日に配信開始されたニンテンドー3DS用ゲームソフト。
本稿では2013年4月10日に配信開始された続編『ザ・ローリング・ウエスタン 最後の用心棒』（ザ・ローリング・ウエスタン さいごのようじんぼう、英題：Dillon's Rolling Western: The Last Ranger）及び2018年4月26日に発売のキャラクターや世界観、ゲームシステムを引き継いだ第3作『ザ・デッドヒートブレイカーズ』（英題：Dillon's Dead-Heat Breakers）についても記載している。

## 概要
西部劇のような舞台で、アルマジロの主人公であるジローを操作し、村を襲ってくるモンスターから家畜を守るタワーディフェンス系アクションゲーム。続編である「最後の用心棒」はすれちがい通信に対応し、仲間になる3人の用心棒やモンスターから列車を守る要素が追加されている。
ゲームは準備パートと襲撃パートに分かれており、準備パートではフィールドを転がって駆け巡りアイテムを集める。集めたマンジュー草でマンジューを増やしたり、鉱石で村の扉や線路を修理したり、宝石を売って得た資金で各地のガンタワーの建設や武器の設置をしたりして敵の襲撃に備える。
襲撃パートでは村や列車に向けて進撃する敵に接触し、アクションバトルを展開する。バトル中でも他の敵の進撃は続き、一人では捌き切れない数量のため、迅速な勝利と移動、設置したガンタワーや用心棒との連携が重要となる非常に戦略性とアクション性の高いゲームである。

## あらすじ
舞台は灼熱の太陽と吹き荒れる砂塵の西部、時代は開拓民達の血と汗で綴られた開拓時代。
開拓民はマンジュー草と呼ばれる草によって簡単に増殖できる「マンジュー」と呼ばれる家畜を名産物としてつましくも逞しく生活していた。平和だった村の生活は突如、姿を現した謎の岩石生命体によって失われることとなる。岩石生命体は防御手段を持たないマンジューを丸呑みにし、村は糧を失い存亡の危機を迎えた。
開拓の長は最後の望みである用心棒に連絡をとった。裏町と呼ばれるアウトロー集団のたまり場で「赤い閃光」の二つ名で呼ばれる無口な用心棒の青年・ジロー。そしてその相棒・リッス。岩石生命体との戦いは東へと続いていく。
最後の用心棒
東の果てでの最後の戦いから一年。報酬を故郷の村に届け、しばらく平穏の時を過ごしていたジロー達であったが、馴染まぬ生活に見切りをつけ再び裏町へ姿を消していた。
その頃、滅ぼしたはずの岩石生命体が再び現れ今度はマンジューだけでなく村をつなぐ大陸横断鉄道までもが標的にされ、物資が届かなくなった開拓駅は壊滅の危機に瀕していた。開拓の長は再びジロー達を呼び寄せ、西へ向かう列車と各開拓駅の防衛を依頼する。

## 登場キャラクター
ジロー
声 - 工藤太郎
主人公のアルマジロ。裏町での通り名は「紅い閃光」。海外における名前はDillon。
存亡の危機に瀕した村を救うべく現れた若き用心棒。「石ころよりも無口」のため、会話はリッスが代弁する。フィールド上に点在する古代遺跡を活用できたり、滅亡した先住民の装備によって覚醒するなど出自の謎が多いが、本人は何も語らずリッスも追及することはしない。バーのマスターをして「よい食べっぷり」と言わしめる大食漢だが、タマネギは大嫌いで必ず残すのでシスターにはそれで毎回怒られていたらしい。『大乱闘スマッシュブラザーズ for Nintendo 3DS / Wii U』ではアイテム「アシストフィギュア」で登場するお助けキャラとして出演しているが、フィギュアの解説文にて激転と激チャージの説明が入れ替わってしまっている。
ジローの使用する技
- ローリングアタック

固い甲羅に覆われた体躯を丸めて回転させ敵に体当たりするジローの基本技。「ブーツ」を買い換えることにより威力がアップする。
- チャージアタック

ローリングアタックを力を貯めてから放つことによって敵にぶつかった際に衝撃波を発生させ、周囲の敵を巻き込む技。「バンダナ」を買い換えることにより衝撃波の威力と範囲がアップする。
- クローアタック

ローリングアタックを当てた後にタイミングよく下画面をタップすると、空中から鋭いツメを振り下ろして敵を砕くクローアタックへと派生する。「グローブ」を買い換えることにより攻撃回数が増え、途中で標的を変えるといった空中殺法が可能となる。
- グラインドアタック

「スパイク」を入手後に使用可能。ローリングアタックを当てた後に下画面をホールドし続けると、そのまま回転し続け敵を削る。低い威力で連続攻撃を加える特性上、コンボ数を稼いだり鉱石を掘る際にも役立つ。
- 激転

「アルメドのバックル」を入手後に使用可能。激エネが溜まっている状態で十字キー上を押すと発動し、激エネが尽きるまで無敵状態となりグラインドアタックの回転数が大幅に強化される。激転状態で中ボスクラスの敵をグラインドアタックで撃破すると特殊なカットが入る。
- 激チャージ

「アルメドのバックル」に「アルメドの目玉」を装着することにより使用可能。激転状態でチャージアタックを発動すると、転がる前に複数の敵をロックオンし次々と打ち砕くことができる。
- ドリフトアタック

「ガラガラヘビのチャーム」を装備すると使用可能。Lボタンを押しながらローリングアタックを繰り出すと弧を描くように転がる。これにより、正面から攻撃できない敵にも対処できるようになる。
- トンネルアタック

「モグラのチャーム」を装備すると使用可能。ローリングアタックのチャージ中にLボタンを押すと地面に潜り、地中から奇襲をかけることができる。ドリフトアタックとトンネルアタックは装備するチャームを変更することでどちらの技を使うか切り替えることができる。
リッス
ジローの相棒のリス。資金の管理や偵察任務、無口なジローの代わりにコミュニケーションなどのサポート要員。表裏がない性格とおしゃべりで大人の盲点を的確に攻めることもある。
リスの特徴である尻尾を普段は服の中に隠しているためネズミに間違われると怒る。
自作の空を飛べるペダル式の乗り物、フライヤーを使用して偵察任務を行う。
キルオ
武器商人。ジロー達に金の匂いを嗅ぎつけ武器を売りつける。
『最後の用心棒』ではダンジョンの管理を行ったり、ノーボーンの言葉も通訳できるなど素性に謎が多い。
マンジュー
豚に似た生物で、村にとっては大事な特産物の家畜。村のマンジューが0になるとゲームオーバーとなる。
マンジュー草が食料で村長に届けることでマンジューが増えていく。このためマンジュー草を集めることも重要となる。
岩石生命体
敵の総称であり、岩で出来た正体不明のモンスター。マンジューが食料らしく、ほとんどの岩石生命体は村を襲撃してくる。
巣穴が村の周囲に出現後、空が赤色に染まるころに活動をはじめ3日連続で村を襲ってくるがそれを過ぎると巣穴ごと消滅する。
基本的に巣穴から地上に出るが、様々な種類の擬態を行うこともある。
ラゴリゲス
ジローたちの稼いだ金を狙っていた悪党の元締め。『ローリングウェスタン』のエンディングで登場。『最後の用心棒』でもジローたちを直接狙うのではなく用心棒を雇って狙ってくる。
用心棒
『最後の用心棒』で登場するアウトローのガンマンたち。外伝的ステージであるサブ村の1日目を終えるとイベントが発生し、その時は金で契約することができる。最終日終了後に発生する決闘イベントで勝利すればメインの開拓駅ステージでもジローの仲間として連れて行くことができる。
ギャロ
トカゲの用心棒。通称「ジャリ銭のギャロ」。
金に目がない殺し屋。標的の耳を塞ぐために常に小銭を鳴らしている。ラゴリゲスに雇われジローの命を狙うが、金次第で動くためジローに雇い直される。
拳銃と背負った大型ライフル銃を武器とし、敵を正確に撃ち抜く。準備パートでは小銭集めを得意としている。
ダンマーク
クマの用心棒。通称「暴れ撃ちのダンマーク」。
血の気が多い傭兵。自信過剰で大食らい、さらには戦場の真っ只中で堂々と居眠りするなど豪快な性格。ジローの活躍を見て「自分を雇えばもっと楽になる」と持ちかける。大口径のショットガンを連射して敵を粉砕するほか、小型の敵をぶん投げたりショルダータックルやフライングボディプレスなど怪力と体格にものをいわせた体術も駆使する。体力が多い上、減ると居眠りして回復する為、敗走することが滅多にない。準備パートではマンジュー草集めを得意としており、アンコ虫（マンジュー草に生息する虫。換金アイテム）をおまけしてくれる。
ノーボーン
イカの用心棒。通称「暗殺者ノーボーン」。ノーボーンはリッスの命名であり本名は不明だが、特に不満はないらしい。
東の海から来た海賊。出身故か解読できない言語（イカ語とされる）を話すが、キルオは何故か通訳できる。彼もジローを暗殺しにきたが、キルオに説得されジローの味方となる。触腕を脚にして残りの八本腕で一度に多数のフリントロック銃やサーベルのほか、爆弾や煙幕などの暗器を駆使する。また、ロングライフルによる狙撃で非戦闘状態の敵を撃破することもある。また、水路を泳いで渡ることも可能。準備パートでは鉱石集めを得意としており、八本のピッケルによる超高速の採掘を行う。

## 制作
元々バンプールは物語やキャラクターに重きを置いた作品を得意としていたが、今度は3Dで手触り重視のアクションゲームを作ることを思いついた
。
彼らは『いろづきチンクルの恋のバルーントリップ』のボス戦をヒントに、パチンコの要領で自機を転がして相手を倒すというアイデアに発展させた。最初の企画では『ゼルダの伝説』に登場するゴロン族を主人公にする予定だったが却下されてしまう。開発チームは任天堂側のプロデューサーの田邊賢輔の提案を受け、主人公をアルマジロに変更する。また、アルマジロ以外にもヒーローや戦車といった案も存在していた。
その後、アクションの構築を通じて「かっこいい」（勇ましい）キャラクターがふさわしいということで主人公のデザインもこれに沿ったものとなった。また、西部劇という世界観は担当スタッフ全員が関わっていたテキサス州にあるレトロスタジオからもヒントを得ている。なお、キリンやライオンなどは動物園を想起させるため、登場が見送られた。
さらにその後、タワーディフェンスの要素が加わり、主人公が守るべき存在について設定する必要が出てきた。当初、田邊は「食べられるサボテン人間」を提案したが、人身御供を想起させるということで、中国の逸話をヒントにしたマンジューという架空の生き物に変更された。
敵キャラクターは撃破時の爽快感と立体視との相性から、岩をモチーフとすることが最初の段階から決まっていた。
また、開発途中のバージョンでは、敵キャラクターがマンジューを食べた後巣穴に戻る動作が存在するものもあり、できるだけ早く倒すことでマンジューが解放される仕組みになる予定だった。